# Glypta maculata
Glypta maculata là một loài tò vò trong họ Ichneumonidae.